# Gigny-Bussy
Gigny-Bussy és un municipi francès, situat al departament del Marne i a la regió del Gran Est. L'any 2007 tenia 249 habitants.

## Demografia

### Població
El 2007 la població de fet de Gigny-Bussy era de 249 persones. Hi havia 96 famílies, de les quals 24 eren unipersonals (16 homes vivint sols i 8 dones vivint soles), 28 parelles sense fills, 40 parelles amb fills i 4 famílies monoparentals amb fills.
La població ha evolucionat segons el següent gràfic:
Habitants censats

### Habitatges
El 2007 hi havia 117 habitatges, 97 eren l'habitatge principal de la família, 8 eren segones residències i 12 estaven desocupats. Tots els 117 habitatges eren cases. Dels 97 habitatges principals, 81 estaven ocupats pels seus propietaris, 12 estaven llogats i ocupats pels llogaters i 4 estaven cedits a títol gratuït; 6 tenien dues cambres, 10 en tenien tres, 27 en tenien quatre i 54 en tenien cinc o més. 84 habitatges disposaven pel capbaix d'una plaça de pàrquing. A 38 habitatges hi havia un automòbil i a 49 n'hi havia dos o més.

### Piràmide de població
La piràmide de població per edats i sexe el 2009 era:
| Homes | Edats   | Dones |
| ----- | ------- | ----- |
| 0     | 95 o +  | 0     |
| 0     | 90 a 94 | 0     |
| 0     | 85 a 89 | 0     |
| 0     | 80 a 84 | 8     |
| 8     | 75 a 79 | 0     |
| 0     | 70 a 74 | 8     |
| 12    | 65 a 69 | 4     |
| 0     | 60 a 64 | 8     |
| 4     | 55 a 59 | 0     |
| 12    | 50 a 54 | 12    |
| 16    | 45 a 49 | 12    |
| 8     | 40 a 44 | 12    |
| 8     | 35 a 39 | 0     |
| 4     | 30 a 34 | 8     |
| 12    | 25 a 29 | 12    |
| 8     | 20 a 24 | 0     |
| 8     | 15 a 19 | 8     |
| 16    | 10 a 14 | 4     |
| 0     | 5 a 9   | 4     |
| 4     | 0 a 4   | 4     |

## Economia
El 2007 la població en edat de treballar era de 167 persones, 124 eren actives i 43 eren inactives. De les 124 persones actives 107 estaven ocupades (67 homes i 40 dones) i 17 estaven aturades (8 homes i 9 dones). De les 43 persones inactives 13 estaven jubilades, 11 estaven estudiant i 19 estaven classificades com a «altres inactius».

### Ingressos
El 2009 a Gigny-Bussy hi havia 97 unitats fiscals que integraven 264,5 persones, la mediana anual d'ingressos fiscals per persona era de 17.061 €.

### Activitats econòmiques
Dels 5 establiments que hi havia el 2007, 1 era d'una empresa de construcció, 2 d'empreses de comerç i reparació d'automòbils, 1 d'una empresa de serveis i 1 d'una entitat de l'administració pública.
L'únic servei als particulars que hi havia el 2009 era un paleta.
L'any 2000 a Gigny-Bussy hi havia 16 explotacions agrícoles que ocupaven un total de 912 hectàrees.

## Poblacions més properes
El següent diagrama mostra les poblacions més properes.